# Vidovac Cesarički
Vidovac Cesarički falu Horvátországban, Lika-Zengg megyében. Közigazgatásilag Karlobaghoz tartozik.

## Fekvése
Zenggtől légvonalban 53 km-re, közúton 66 km-re délkeletre, Karlobagtól 2 km-re keletre a Velebit-hegységben a 25-ös számú főút mentén fekszik.

## Története
A területén előkerült régészeti leletek alapján itt már az őskor óta éltek emberek. A Drvišica lejtőin Karlobag felett található a „Gradina – stari Vidovgrad” régészeti lelőhely, amelynek története az őskortól a középkorig nyúlik vissza. A különböző kultúrák maradványai alapján Gradina és környéke lakosságának folytonossága a 13. és a 14. század fordulóján szűnt meg, amikor a térség új kereskedelmi és közigazgatási központját Scrissa új kikötőjét, a mai Karlobagot felépítették. A középkori Szent Vid templom maradványai a Gradina régészeti lelőhelyen, a régi Vidovgradon találhatók. A templom egyhajós, megfelelően orientált templom volt, szűkebb, szabálytalan négyzet alakú apszissal. A templom méretei 12 x 7 m. A Szent Vid-templom a 13. és a 14. század fordulóján épült, valószínűleg egy régebbi templom helyén, a kora gótikus építészet egyedülálló példája a horvát tengerparton.
1857-ben 53, 1910-ben 122 lakosa volt. A trianoni békeszerződésig Lika-Korbava vármegye Gospići járásához tartozott. Ezt követően előbb a Szerb-Horvát-Szlovén Királyság, majd Jugoszlávia része lett. A településnek 2011-ben 56 lakosa volt.

## Lakosság
| Lakosság változása | Lakosság változása | Lakosság változása | Lakosság változása | Lakosság változása | Lakosság változása | Lakosság változása | Lakosság változása | Lakosság változása | Lakosság változása | Lakosság változása | Lakosság változása | Lakosság változása | Lakosság változása | Lakosság változása | Lakosság változása |
| ------------------ | ------------------ | ------------------ | ------------------ | ------------------ | ------------------ | ------------------ | ------------------ | ------------------ | ------------------ | ------------------ | ------------------ | ------------------ | ------------------ | ------------------ | ------------------ |
| 1857               | 1869               | 1880               | 1890               | 1900               | 1910               | 1921               | 1931               | 1948               | 1953               | 1961               | 1971               | 1981               | 1991               | 2001               | 2011               |
| 53                 | 0                  | 0                  | 124                | 0                  | 122                | 105                | 79                 | 81                 | 74                 | 60                 | 42                 | 79                 | 32                 | 63                 | 56                 |